# نشانه الیور
نشانهٔ اُلیور (انگلیسی: Oliver's sign) یا نشانه کشش نای، حرکت غیرطبیعی نای به سمت پایین در جریان سیستول است که می‌تواند نشان دهنده اتساع یا آنوریسم قوس آئورت باشد.
نشانهٔ الیور با گرفتن غضروف کریکوئید به آرامی و اعمال فشار بر روی آن به سمت بالا ایجاد می‌شود در حالی که بیمار ایستاده و چانه خود را به سمت بالا کشیده است. با توجه به موقعیت آناتومیک قوس آئورت، که بر روی نایژه اصلی چپ قرار دارد، در صورت وجود آنوریسم، با انجام این مانور کشش نای به سمت پایین احساس قابل احساس است. این نشانه بالینی در بیهوشی سبک نیز دیده می‌شود.
این علامت نخستین بار توسط جراح نظامی انگلیسی ویلیام سیلور الیور در سال ۱۸۷۸ توصیف شد.